# Lymexylidae
Lymexylidae Fleming, 1821, è l'unica famiglia compresa nella superfamiglia Lymexyloidea Fleming, 1821, (ordine Coleoptera, sottordine Polyphaga, infraordine Cucujiformia).
Comprende specie di piccole dimensioni, le cui larve vivono in genere nel legno marcescente nutrendosi di funghi. Alcune specie possono rivelarsi dannose quando attaccano alberi ancora in vita, che in genere sono in stato di deperimento per altre cause.

## Tassonomia
Comprende i seguenti generi:
- Atractocerus
- Australymexylon
- Hylecoetus
- Lymexylon
- Melittomma
- Melittommopsis
- Promelittomma